# Anabathron trailli
Anabathron trailli is een slakkensoort uit de familie van de Anabathridae. De wetenschappelijke naam van de soort is voor het eerst geldig gepubliceerd in 1939 door Powell.